# Agnès de Donzy
Agnès de Donzy (vers 1200 - 1225), dita també Agnès II, fou filla de Matilde de Courtenay (+1257) i d'Arveu IV de Donzy (+1222), i comtessa hereva de Nevers, Auxerre i Tonnerre, dels quals els drets procedien originalment de la mare, però Nevers havia estat infeudat a Arveu IV per Pere II de Courtenay (l'avi d'Agnès) el 1199 i Tonnerre havia estat comprat al mateix Pere II el 1217 quan el venedor va necessitar diners per anar a Constantinoble); estrictament doncs Agnès fou comtessa hereva d'Auxerre fins al 1257 però comtessa titular de Tonnerre i Nevers des de 1222.
Agnès de Donzy es va casar abans de 1221 amb Guiu III de Châtillon, comte Guiu II de Saint Pol. Van tenir dos fills:
- Gaucher de Châtillon, (+1250), que va succeir a la seva mare en els drets de Nevers i Tonnerre i fou hereu d'Auxerre
- Iolanda de Châtillon, germana, 1250-1254, successora de Gaucher en els drets de Nevers i Tonnerre i hereva d'Auxerre.